# Pinguicula mundi
Pinguicula mundi este o specie de plante carnivore din genul Pinguicula, familia Lentibulariaceae, ordinul Lamiales, descrisă de G. Blanca, M. Jamilena, M. Ruiz-rejan și Amp; R. Zamora. Conform Catalogue of Life specia Pinguicula mundi nu are subspecii cunoscute.